# ラブレン人
ラブレン人（ラブレンじん、英：Lavren, 露：Лавренцы）は、ロシア・オモロン川中流に沿って居住したユカギール人の一派。現在は存在していない。

## 概要
話していた方言は不明。ラブレンはヤマウズラを意味する「лабутэ」が由来していると推測される。
17世紀に不明確な理由のため滅びた。